# Sluneční stát (film)
Sluneční stát aneb hrdinové dělnické třídy je česko-slovenský film, který se odehrává na periferii Ostravy. Název odkazuje na slavnou renesanční utopii Tomáše Campanelly.
Na festivalu středo- a východoevropských filmů v německém Wiesbadenu získal cenu FIPRESCI. Získal také dvě ceny Český lev v kategoriích nejlepší střih (Jiří Brožek) a nejlepší hudba (Vladimír Godár). V roce 2006 získal slovenskou filmovou cenu Slnko v sieti.